# مرکز علوم و امور بین‌الملل بلفر
مرکز علوم و امور بین‌الملل بلفر (انگلیسی: Belfer Center for Science and International Affairs) یا مرکز علوم و امور بین‌الملل رابرت و رنه بلفر (که با نام مرکز بلفر نیز شناخته می‌شود)، یک مرکز تحقیقاتی است که در مدرسه هاروارد کندی در دانشگاه هاروارد، در ایالات متحده واقع شده‌است. از سال ۲۰۱۷ تا زمان مرگ او در اکتبر ۲۰۲۲، این مرکز توسط مدیر اش کارتر، وزیر دفاع سابق ایالات متحده و اریک روزنباخ، دستیار سابق وزیر دفاع ایالات متحده رهبری می‌شد.
بلفر در سال 1973 توسط بیوشیمی‌دان پل ام. دوتی به عنوان برنامه علوم و امور بین‌الملل در دانشکده هنر و علوم هاروارد[۳] برای ارائهٔ تجزیه و تحلیل در مورد کنترل تسلیحات و کاهش تهدیدات هسته‌ای تأسیس شد. پس از دریافت کمک مالی از سوی بنیاد فورد، این برنامه به عنوان مرکز علوم و امور بین‌الملل مجدداً تأسیس شد و به اولین مرکز تحقیقاتی دائمی در مدرسه دولتی تازه تأسیس تبدیل شد. در سال ۱۹۹۷، پس از کمک‌های بیشتر، این مرکز به افتخار رابرت ا. بلفر بنیانگذار شرکت نفت و گاز بلکو به مرکز علوم و امور بین‌الملل رابرت و رنه بلفر تغییر نام داد.